# Окленд (Меріленд)
Окленд (англ. Oakland) — місто (англ. town) в США, в окрузі Ґерретт штату Меріленд. Населення — 1851 особа (2020).

## Географія
Окленд розташований за координатами 39°24′58″ пн. ш. 79°24′27″ зх. д. / 39.41611° пн. ш. 79.40750° зх. д. (39.416233, -79.407601).  За даними Бюро перепису населення США в 2010 році місто мало площу 6,73 км², з яких 6,71 км² — суходіл та 0,02 км² — водойми.

### Клімат
| Клімат : Окленд         | Клімат : Окленд | Клімат : Окленд | Клімат : Окленд | Клімат : Окленд | Клімат : Окленд | Клімат : Окленд | Клімат : Окленд | Клімат : Окленд | Клімат : Окленд | Клімат : Окленд | Клімат : Окленд | Клімат : Окленд | Клімат : Окленд |
| Показник                | Січ.            | Лют.            | Бер.            | Квіт.           | Трав.           | Черв.           | Лип.            | Серп.           | Вер.            | Жовт.           | Лист.           | Груд.           | Рік             |
| Абсолютний максимум, °C | 23,9            | 24,4            | 28,3            | 31,1            | 31,7            | 35,0            | 36,7            | 38,3            | 35,0            | 31,1            | 25,6            | 23,3            | 38,3            |
| Середній максимум, °C   | 1,4             | 3,4             | 8,7             | 15,0            | 19,8            | 24,1            | 26,0            | 25,4            | 21,9            | 16,6            | 10,2            | 3,8             | 14,7            |
| Середній мінімум, °C    | −9              | −8,2            | −3,9            | 1,3             | 6,9             | 11,9            | 14,4            | 13,4            | 9,2             | 2,8             | −2,1            | −6,3            | 2,6             |
| Абсолютний мінімум, °C  | −40             | −33,9           | −28,9           | −18,9           | −8,3            | −3,3            | 0,6             | −1,1            | −7,2            | −13,9           | −26,7           | −35,6           | −40             |
| Норма опадів, мм        | 90              | 81              | 105             | 98              | 131             | 112             | 139             | 96              | 88              | 80              | 97              | 98              | 1215            |
| Днів з опадами          | 15,5            | 11,9            | 13,6            | 13,7            | 15,0            | 13,5            | 13,0            | 11,3            | 10,9            | 10,7            | 12,4            | 15,1            | 156,6           |
| Днів зі снігом          | 10,2            | 7,9             | 5,6             | 2,0             | 0               | 0               | 0               | 0               | 0               | ,4              | 2,6             | 7,9             | 36,5            |
| ----------------------- | --------------- | --------------- | --------------- | --------------- | --------------- | --------------- | --------------- | --------------- | --------------- | --------------- | --------------- | --------------- | --------------- |
| Джерело: NOAA           |                 |                 |                 |                 |                 |                 |                 |                 |                 |                 |                 |                 |                 |

## Демографія
Згідно з переписом 2010 року, у місті мешкало 1925 осіб у 875 домогосподарствах у складі 470 родин. Густота населення становила 286 осіб/км².  Було 1009 помешкань (150/км²).
Расовий склад населення:
| - 98,0 % — білих - 0,6 % — азіатів - 0,3 % — корінних американців - 0,2 % — чорних або афроамериканців |

До двох чи більше рас належало 0,9 %. Частка іспаномовних становила 0,7 % від усіх жителів.
За віковим діапазоном населення розподілялося таким чином: 17,5 % — особи молодші 18 років, 60,0 % — особи у віці 18—64 років, 22,5 % — особи у віці 65 років та старші. Медіана віку мешканця становила 46,9 року. На 100 осіб жіночої статі у місті припадало 91,2 чоловіків;  на 100 жінок у віці від 18 років та старших — 86,9 чоловіків також старших 18 років.
Середній дохід на одне домашнє господарство  становив 50 072 долари США (медіана — 36 833), а середній дохід на одну сім'ю — 65 927 доларів (медіана — 46 979). Медіана доходів становила 50 179 доларів для чоловіків та 38 063 долари для жінок. За межею бідності перебувало 21,1 % осіб, у тому числі 29,4 % дітей у віці до 18 років та 14,9 % осіб у віці 65 років та старших.
Цивільне працевлаштоване населення становило 869 осіб. Основні галузі зайнятості: роздрібна торгівля — 21,2 %, освіта, охорона здоров'я та соціальна допомога — 16,0 %, мистецтво, розваги та відпочинок — 13,2 %, фінанси, страхування та нерухомість — 12,3 %.